# Uczelnie w Czechach
Czeskie uczelnie

## Uczelnie publiczne
- Uniwersytet Karola w Pradze (UK), Praga 1
- Uniwersytet Palackiego (UP), Ołomuniec
- České vysoké učení technické v Praze (ČVUT), Praga 6
- Vysoká škola báňská – Technická univerzita Ostrava (VŠB-TUO), Ostrawa-Poruba
- Akademie výtvarných umění v Praze (AVU), Praga 7
- Vysoké učení technické v Brně (VUT), Brno
- Veterinární a farmaceutická univerzita Brno (VFU), Brno
- Uniwersytet Masaryka (MU), Brno
- Mendelova zemědělská a lesnická univerzita (MZLU), Brno
- Akademia Sztuk Scenicznych w Pradze (AMU), Praga 1
  - Wydział Filmowy i Telewizyjny – FAMU
  - Wydział Teatralny – DAMU
- Vysoká škola uměleckoprůmyslová v Praze (VŠUP), Praga 1
- Janáčkova akademie múzických umění v Brně (JAMU), Brno
- Uniwersytet Pardubice (UPA), Pardubice
- Vysoká škola chemicko-technologická v Praze (VŠCHT), Praga 6
- Česká zemědělská univerzita v Praze (ČZU), Praga 6-Suchdol
- Technická univerzita v Liberci (TUL), Liberec
- Vysoká škola ekonomická v Praze (VŠE), Praga 3-Žižkov
- Univerzita Hradec Králové (UHK), Hradec Králové 3
- Jihočeská univerzita v Českých Budějovicích (JU), Czeskie Budziejowice
- Ostravská univerzita v Ostravě (OU), Ostrawa
- Uniwersytet Śląski w Opawie (SU), Opawa
- Univerzita Jana Evangelisty Purkyně v Ústí nad Labem (UJEP), Uście nad Łabą
- Západočeská univerzita v Plzni (ZČU), Pilzno
- Univerzita Tomáše Bati ve Zlíně (UTB), Zlin
- Vysoká škola polytechnická Jihlava (VŠPJ), Igława
- Vysoká škola technická a ekonomická v Českých Budějovicích (VŠTE), Czeskie Budziejowice

## Uczelnie państwowe
- Univerzita obrany (UO), Brno – do 1.9. 2004 trzy uczelnie:
  - Vojenská akademie (VA), Brno
  - Vojenská lékařská akademie J. E. Purkyně (VLAJEP), Hradec Králové
  - Vysoká vojenská škola pozemního vojska(inne języki) (VVŠ PV), Vyškov
- Policejní akademie České republiky (PA ČR)

## Uczelnie prywatne
- Evropský polytechnický institut(inne języki), s. r. o. (EPI)
- Vysoká škola hotelová v Praze, s. r. o. (VŠH)
- Bankovní institut vysoká škola, a. s. (BIVŠ)
- Vysoká škola finanční a správní, o. p. s. (VŠFS)
- Vysoká škola Karlovy Vary(inne języki), o. p. s. (VŠKV)
- Škoda auto a. s. vysoká škola (ŠAVŠ)
- Literární akademie (Soukromá vysoká škola Josefa Škvoreckého), s. r. o. (LA)
- Vysoká škola podnikání, a. s. (VŠP)
- Institut restaurování a konzervačních technik Litomyšl, o. p. s. (IRKT)
- Vysoká škola cestovního ruchu, hotelnictví a lázeňství, s. r. o. (VŠ CRHL)
- Soukromá vysoká škola ekonomických studií(inne języki), s. r. o. (SVŠES)
- Vysoká škola obchodní v Praze, o. p. s. (VŠO)
- Akademie Sting(inne języki), o. p. s.
- Pražský technologický institut, o. p. s. (PIT)
- Vysoká škola veřejné správy a mezinárodních vztahů v praze, o. p. s. (VŠ VSMV)
- Vysoká škola J. A. Komenského, s. r. o. (VŠJAK), dawniej Socialistická akademie
- Anglo-americká vysoká škola(inne języki), o. p. s. (AAVŠ)
- Vysoká škola Karla Engliše v Brně, a. s. (VŠKE BRNO)
- Pražská vysoká škola psychosociálních studií(inne języki), s. r. o. (PVŠPS)
- Vysoká škola aplikovaného práva(inne języki), s. r. o. (VŠAP)
- Vysoká škola v Plzni, o. p. s. (VŠ PL)
- University of New York in Prague(inne języki), s. r. o. (UNYP)
- Vysoká škola ekonomie a managementu(inne języki), s. r. o. (VŠEM)
- Vysoká škola manažerské informatiky a ekonomiky(inne języki), a. s. (VŠMIE)
- Vysoká škola mezinárodních a veřejných vztahů Praha(inne języki), o. p. s. (VŠMVV PRAHA)
- Mezinárodní baptistický teologický seminář evropské baptistické federace, o. p. s. (EBF), Praha 6-Jenerálka
- Středočeský vysokoškolský institut(inne języki), s. r. o. (SVI), Kladno, Karlovy Vary
- Západomoravská vysoká škola Třebíč(inne języki), o. p. s. (ZMVŠ)
- Academia rerum civilium – vysoká škola politických a společenských věd(inne języki) s. r. o. (VŠPSV)
- Vysoká škola evropských a regionálních studií(inne języki), o. p. s. (VŠERS)
- Rašínova vysoká škola v Brně, s. r. o. (RVŠ)
- US Business School Praha
- Uniwersytet Metropolitalny w Pradze
- Akademia Filmowa im. Miroslava Ondříčka w Písku